# Campionati europei di short track 2023
I Campionati europei di short track 2023 sono stati la 26ª edizione della competizione organizzata dall'International Skating Union. Si sono svolti dal 13 al 15 gennaio 2023 presso l'impianto del ghiaccio Hala Olivia di Danzica, in Polonia.
A questa edizione, a differenza delle precedenti, non sono state assegnate medaglie per la classifica generale.

## Partecipanti
Hanno preso parte alle competizioni pattinatori in rappresentanza di 25 distinte nazioni.
- Austria (3)
- Belgio (7)
- Bosnia ed Erzegovina (1)
- Bulgaria (4)
- Croazia (5)
- Rep. Ceca (2)
- Francia (8)
- Germania (6)

- Gran Bretagna (3)
- Ungheria (10)
- Irlanda (2)
- Italia (10)
- Lettonia (3)
- Lituania (2)
- Lussemburgo (1)
- Paesi Bassi (9)
- Norvegia (3)

- Polonia (8)
- Slovenia (1)
- Serbia (1)
- Svizzera (1)
- Slovacchia (3)
- Svezia (1)
- Turchia (2)
- Ucraina (5)

## Podi

### Uomini
| Evento                          | Oro                                                                       | Tempo    | Argento                                                                                | Tempo    | Bronzo                                                                | Tempo    |
| 500 metri (dettagli)            | Pietro Sighel                                                             | 41.514   | Jens van 't Wout                                                                       | 41.631   | Reinis Bērziņš                                                        | 41.915   |
| 1000 metri (dettagli)           | Stijn Desmet                                                              | 1:27.652 | Jens van 't Wout                                                                       | 1:27.785 | Furkan Akar                                                           | 1:34.780 |
| 1500 metri (dettagli)           | Jens van 't Wout                                                          | 2:19.858 | Stijn Desmet                                                                           | 2:19.876 | Friso Emons                                                           | 2:19.977 |
| Staffetta 5000 metri (dettagli) | Paesi Bassi Itzhak de Laat Friso Emons Jens van 't Wout Melle van 't Wout | 7:19.783 | Italia Mattia Antonioli Tommaso Dotti Thomas Nadalini Pietro Sighel Luca Spechenhauser | 7:24.210 | Polonia Paweł Adamski Łukasz Kuczyński Michał Niewiński Diané Sellier | 7:27.891 |

### Donne
| Evento                          | Oro                                                                                              | Tempo    | Argento                                                                   | Tempo    | Bronzo                                                                                       | Tempo    |
| 500 metri (dettagli)            | Suzanne Schulting                                                                                | 43.825   | Natalia Maliszewska                                                       | 43.938   | Arianna Valcepina                                                                            | 44.011   |
| 1000 metri (dettagli)           | Hanne Desmet                                                                                     | 1:32.443 | Suzanne Schulting                                                         | 1:32.514 | Petra Jászapáti                                                                              | 1:32.640 |
| 1500 metri (dettagli)           | Suzanne Schulting                                                                                | 2:32.756 | Hanne Desmet                                                              | 2:32.781 | Anna Seidel                                                                                  | 2:32.884 |
| Staffetta 3000 metri (dettagli) | Paesi Bassi Selma Poutsma Suzanne Schulting Yara van Kerkhof Xandra Velzeboer Michelle Velzeboer | 4:13.118 | Ungheria Sára Bácskai Petra Jászapáti Zsófia Kónya Rebeka Sziliczei-Német | 4:13.355 | Italia Elisa Confortola Gloria Ioriatti Arianna Sighel Arianna Valcepina Nicole Botter Gomez | 4:13.407 |

### Misti
| Evento                          | Oro | Tempo    | Argento                                                                                         | Tempo    | Bronzo | Tempo    |
| Staffetta 2000 metri (dettagli) | Paesi Bassi Itzhak de Laat Suzanne Schulting Jens van 't Wout Xandra Velzeboer Selma Poutsma Melle van 't Wout | 2:43.870 | Belgio Tineke den Dulk Hanne Desmet Stijn Desmet Ward Pétré Alexandra Danneel Adriaan Dewagtere | 2:43.920 | Italia Thomas Nadalini Arianna Sighel Pietro Sighel Arianna Valcepina Elisa Confortola Luca Spechenhauser | 2:44.117 |

## Medagliere
| Pos.   | Nazione     | Oro | Argento | Bronzo | Totale |
| ------ | ----------- | --- | ------- | ------ | ------ |
| 1      | Paesi Bassi | 6   | 3       | 1      | 10     |
| 2      | Belgio      | 2   | 3       | 0      | 5      |
| 3      | Italia      | 1   | 1       | 3      | 5      |
| 4      | Polonia     | 0   | 1       | 1      | 2      |
| 4      | Ungheria    | 0   | 1       | 1      | 2      |
| 6      | Lettonia    | 0   | 0       | 1      | 1      |
| 6      | Germania    | 0   | 0       | 1      | 1      |
| 6      | Turchia     | 0   | 0       | 1      | 1      |
| Totale | Totale      | 9   | 9       | 9      | 27     |